# 정병진
정병진(鄭昞眞, 1985년 3월 26일 ~ )은 대한민국의 현직 YTN 앵커이다.

## 학력
- 대관초등학교 졸업
- 대명중학교 졸업
- 대천고등학교 졸업
- 숭실대학교 언론홍보학과 졸업

## 방송 활동
- 2010년 ~ 2011년 : 국군방송 Friends FM 96.7Mhz 참전용사를 찾아서, 예비역의 성공보고서 리포터
- 2012년 : 경제채널 Mmoney 증권광장, 운수대통 앵커
- 2012년 ~ 2013년 : 부산MBC 뉴스데스크 앵커, 《부산MBC 뉴스투데이》진행, 표준FM 95.9MHz《손에 잡히는 경제》진행, FM4U 88.9MHz《FM 정오의 희망곡》진행
- 2016년 : YTN 뉴스 21 앵커
- 2015년 ~ 2016년 : YTN 라디오 수도권 투데이 진행
- 2016년 ~ 2017년 : YTN 라디오 문정아의 다함께 중국어
- 2016년 ~  2017년 : YTN 쏙쏙 경제 앵커

출연·진행 중인 프로그램
- 2016년 ~ 2018년 : YTN 김선영의 뉴스나이트 앵커
- 2015년 ~ YTN 라디오 톡톡! 뉴스와 상식

## 약력
- 2006년 극단불꽃 배우
- 2008년 이라크평화재건사단(Zaytun Division) 8진 1차
- 2009년 ~ 2010년 국민일보&쿠키뉴스 인턴기자
- 2010년 ~ 2011년 국군방송 리포터
- 2011년 ~ 2012년 MBN경제채널 Mmoney 앵커
- 2012년 ~ 2014년 MBC 부산문화방송 아나운서
- 2015년 현재 YTN 라디오 아나운서, YTN 앵커